# Wartberg im Mürztal
Wartberg im Mürztal ist eine ehemalige Gemeinde und Ortschaft mit 1955 Einwohnern (Stand: 1. Jänner 2019) im österreichischen Bundesland Steiermark. Im Rahmen der Gemeindestrukturreform in der Steiermark wurde die selbständige Gemeinde ab 1. Jänner 2015 mit den vordem ebenfalls selbständigen Gemeinden Veitsch und Mitterdorf im Mürztal zusammengeschlossen. Die daraus entstandene neue Gemeinde trägt den Namen Sankt Barbara im Mürztal.

## Geografie
Wartberg im Mürztal liegt an der Mürz, einem nordöstlichen Nebenfluss der Mur im Gerichtsbezirk Mürzzuschlag und im politischen Bezirk Bruck-Mürzzuschlag im Nordosten der Steiermark.

### Ortsgliederung
Der Ort Wartberg im Mürztal bestand aus zwei Katastralgemeinden (Fläche Stand 31. Dezember 2023):
- Scheibsgraben (1.456,47 ha)
- Wartberg (912,97 ha)

### Nachbarortschaften und -gemeinden
| Turnau (Gem.)   | Veitsch (O.)                                | Veitsch (O.)               |
| Kindberg (Gem.) | Kompassrose, die auf Nachbargemeinden zeigt | Mitterdorf im Mürztal (O.) |
| Kindberg (Gem.) | Stanz im Mürztal (Gem.)                     | Mitterdorf im Mürztal (O.) |

## Geschichte

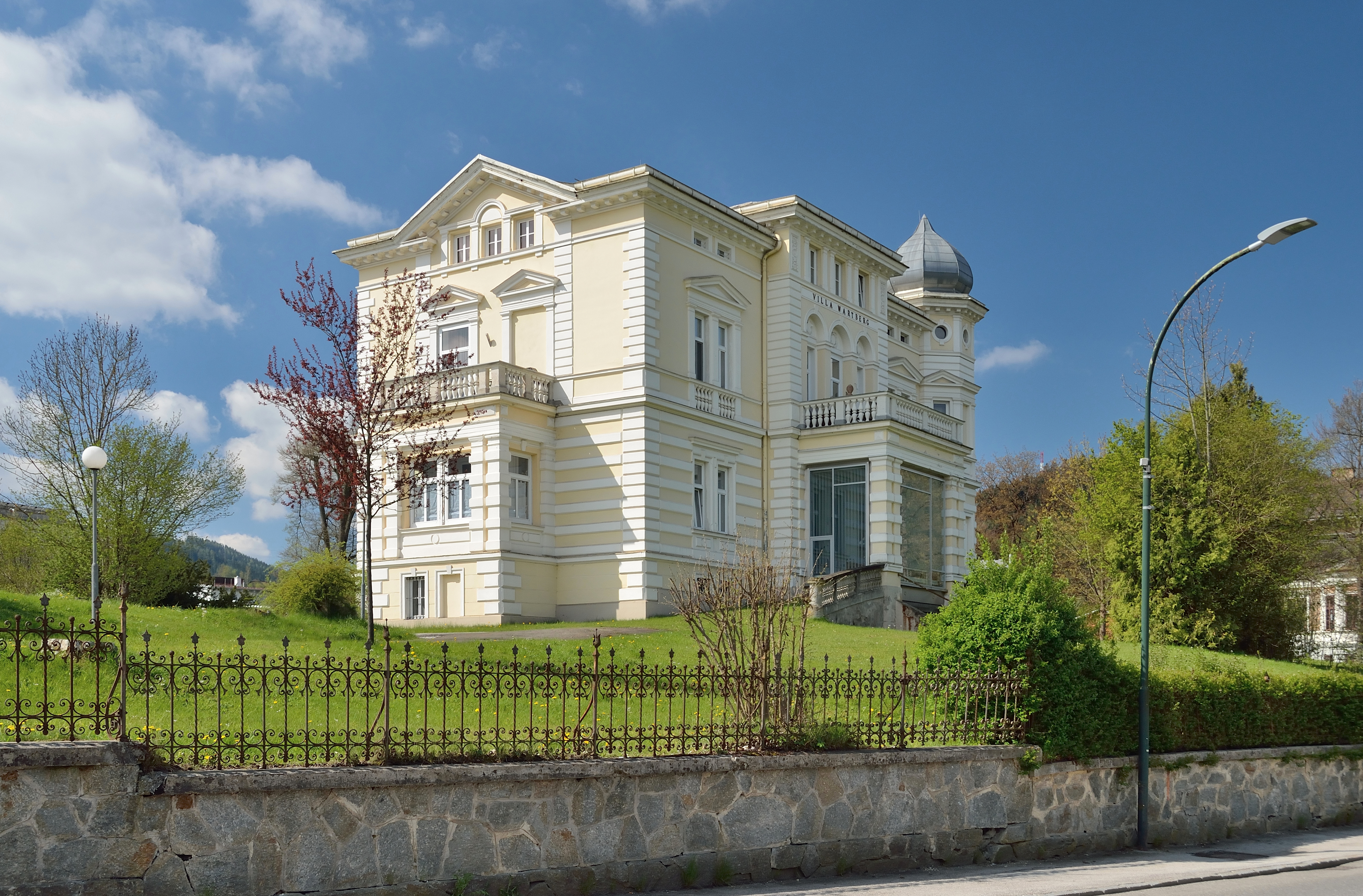
Villa Wartberg, Ende 19. Jh. erbaut

Die erste urkundliche Erwähnung von Wartberg erfolgte im Jahre 1158 als Wartperch. Die Ortsgemeinde als autonome Körperschaft entstand 1850 und umfasste die Katastralgemeinden Wartberg, Scheibsgraben, Mitterdorf und Lutschaun. 1871 wurde die bis heute existierende Firma Vogel & Noot als Gesellschaft zur Erzeugung von Eisen-, Stahl und anderen Metallwaren gegründet.
1906 schieden Mitterdorf und Lutschaun aus dem Gemeindeverband Wartberg aus.

## Kultur und Sehenswürdigkeiten

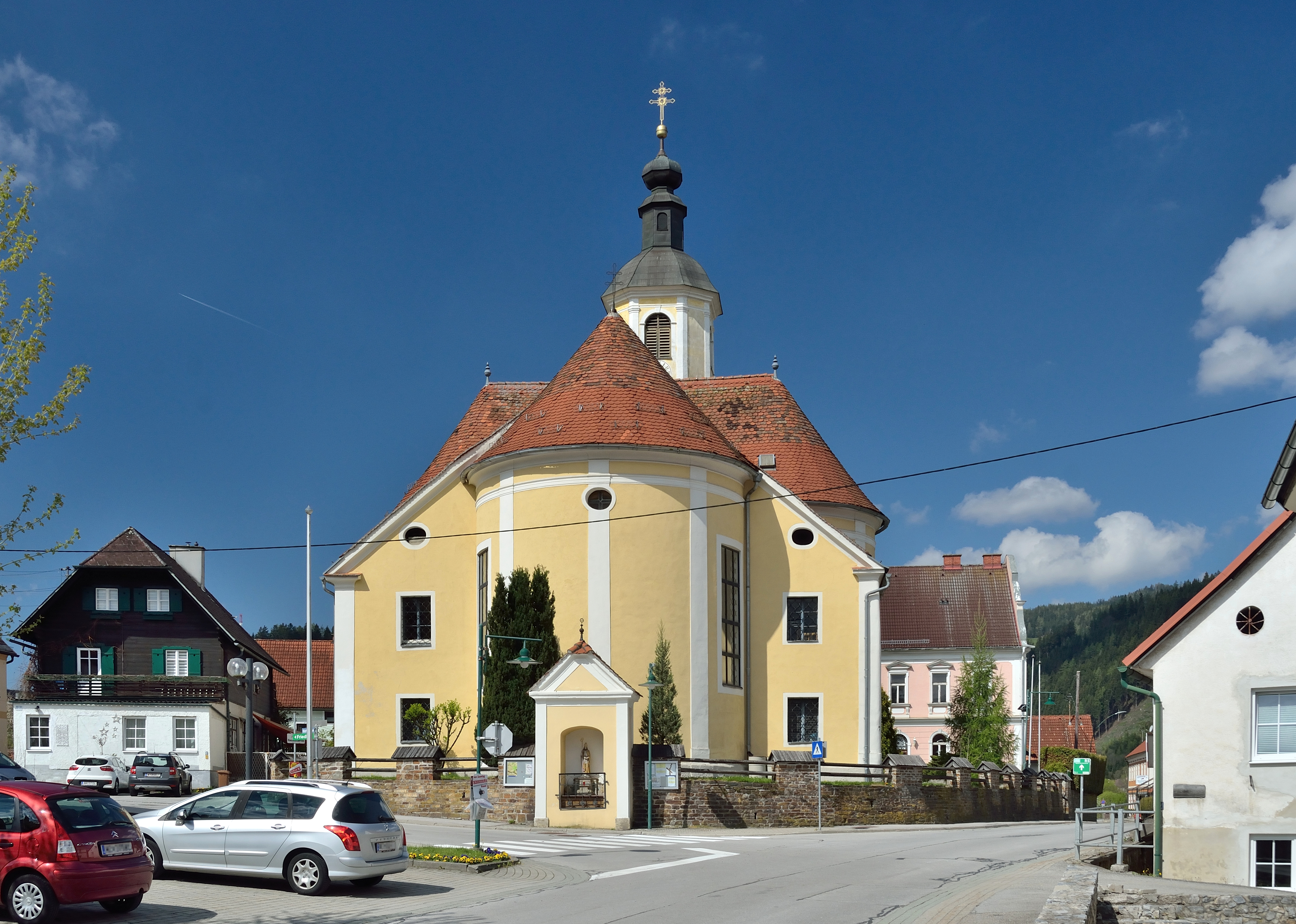
Pfarrkirche Wartberg im Mürztal

- Burgruine Lichtenegg mit Heimatmuseum
- Katholische Pfarrkirche Wartberg im Mürztal hl. Erhard

### Regelmäßige Veranstaltungen
- Frühjahrskonzert des Musikvereins „Harmonie“ Orts- und Werkskapelle Vogel & Noot Wartberg im Mürztal
- Herbstkonzert des Musikvereins „Harmonie“ Orts- und Werkskapelle Vogel & Noot Wartberg im Mürztal
- Mürztaler Oldtimer Rally
- Wartberger Teamlauf
- Mürztaler Landtage

## Wirtschaft und Infrastruktur

### Ansässige Unternehmen
- Vogel & Noot AG, Landmaschinen- und Wärmegerätehersteller
- Breitenfeld Edelstahl AG, Edelstahlwerk

### Verkehr

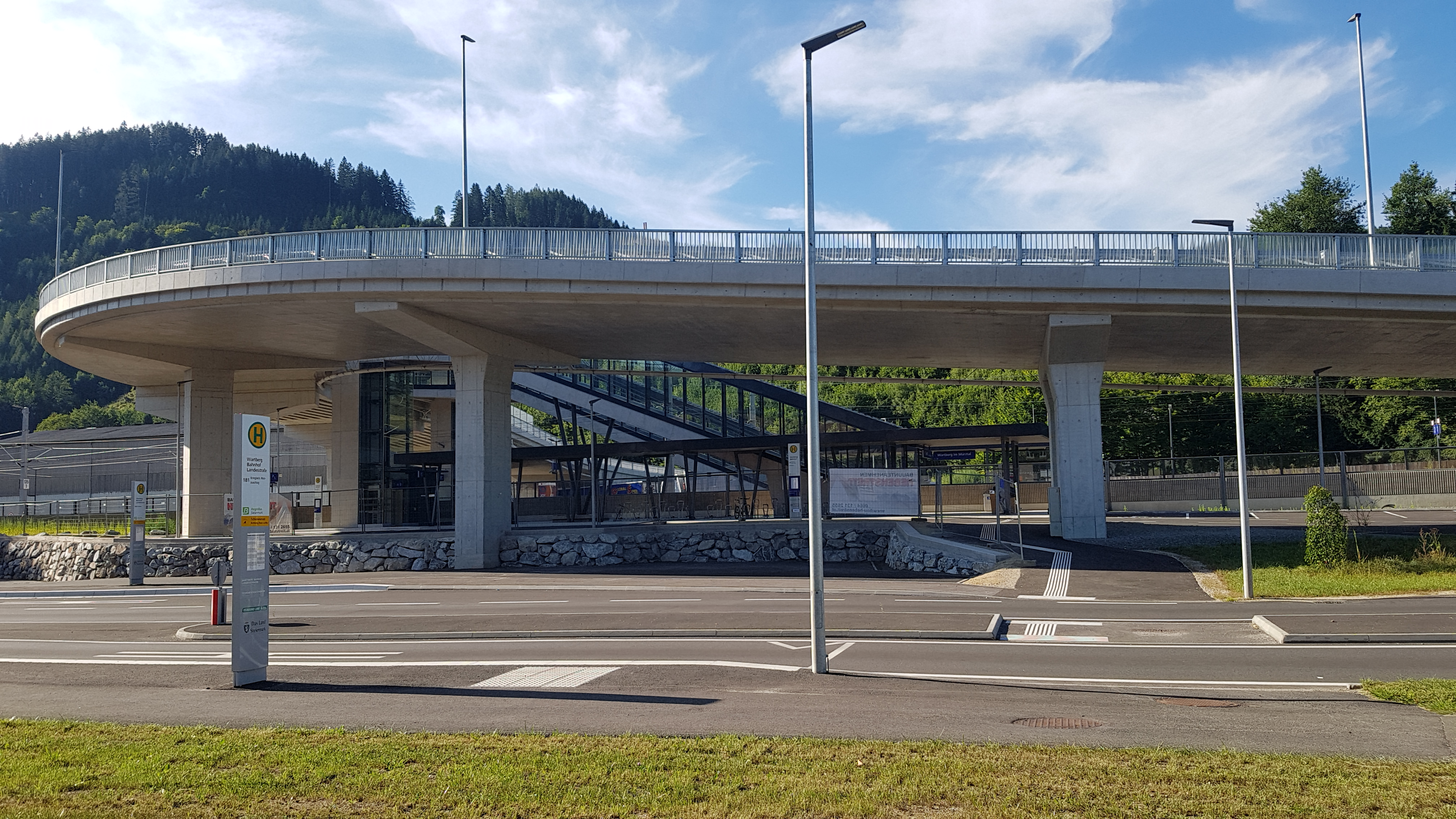
Südbahnbrücke und ÖBB-Haltestelle Wartberg

An der Südbahn liegt der Bahnhof Wartberg im Mürztal. Es halten zahlreiche Regionalzüge die grundsätzlich in Richtung Bruck an der Mur bzw. Mürzzuschlag fahren. Doch oft werden die Züge nach Leoben, Friesach, Neumarkt, Unzmarkt, Graz und Spielfeld-Straß verlängert.

## Ehemalige Politik
Der Gemeinderat setzte sich mit der Gemeinderatswahl 2010 aus folgenden Fraktionen zusammen: 8 SPÖ, 5 FPÖ und 2 ÖVP.
Bürgermeister war bis Ende 2014 Wolfgang Putsche (SPÖ).

## Persönlichkeiten

### Söhne und Töchter des Ortes
- Thomas Lechner (* 1985), österreichischer Fußballspieler
- Michael Schilhan (* 1964), Schauspieler, Opernregisseur und Theaterintendant
- David Schuller (* 1980), österreichischer Eishockeyspieler (Nationalspieler)
- Karl Skala (1924–2006), Heimatdichter
- Richard Trenkwalder (1948–2015), Unternehmer und Fußballfunktionär
- Heimo Wiederhofer (* 1962), Jazzmusiker (Schlagzeug)